# St. Johannes Baptist (Riekofen)

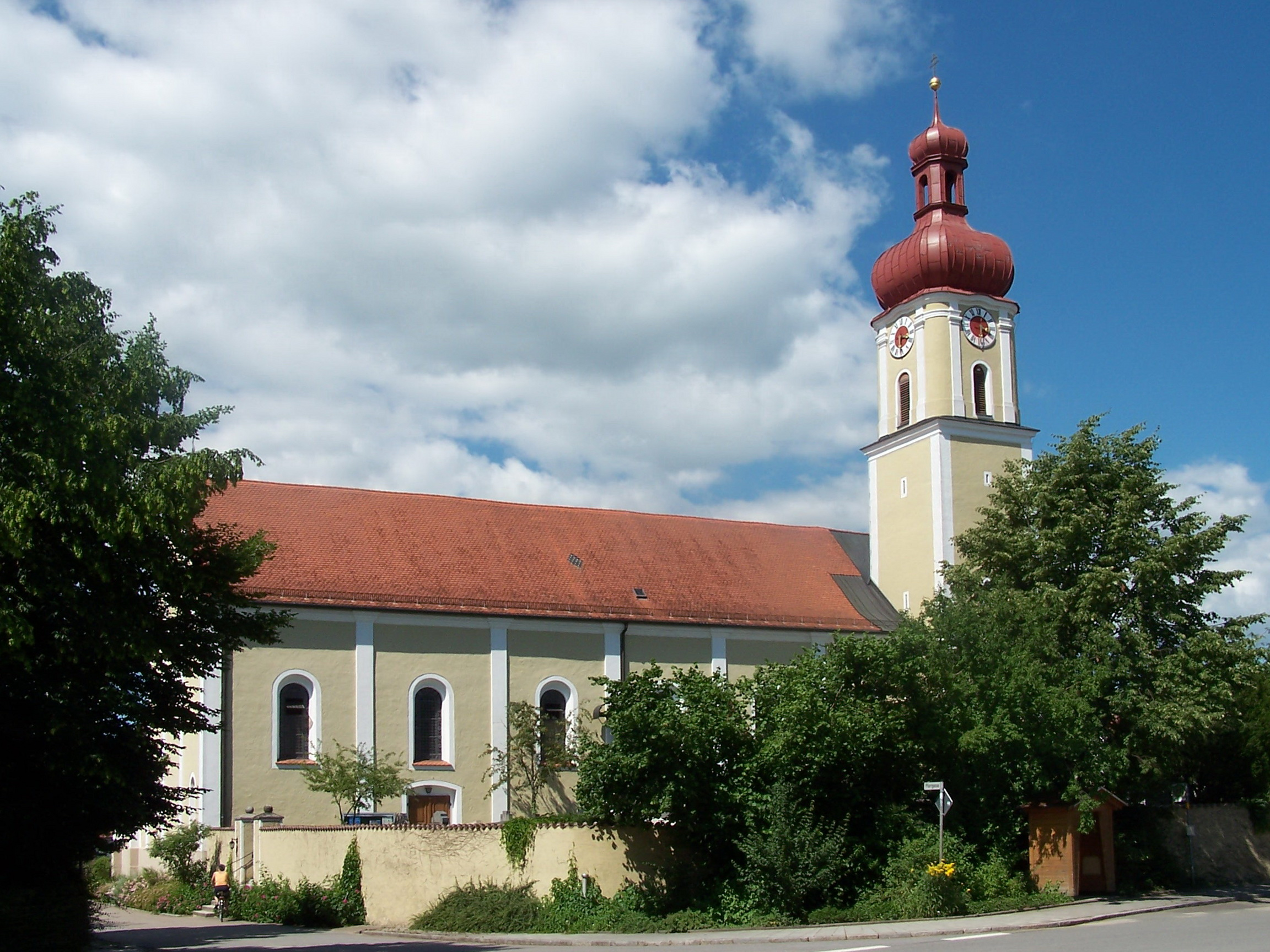
St. Johannes Baptist (Riekofen)

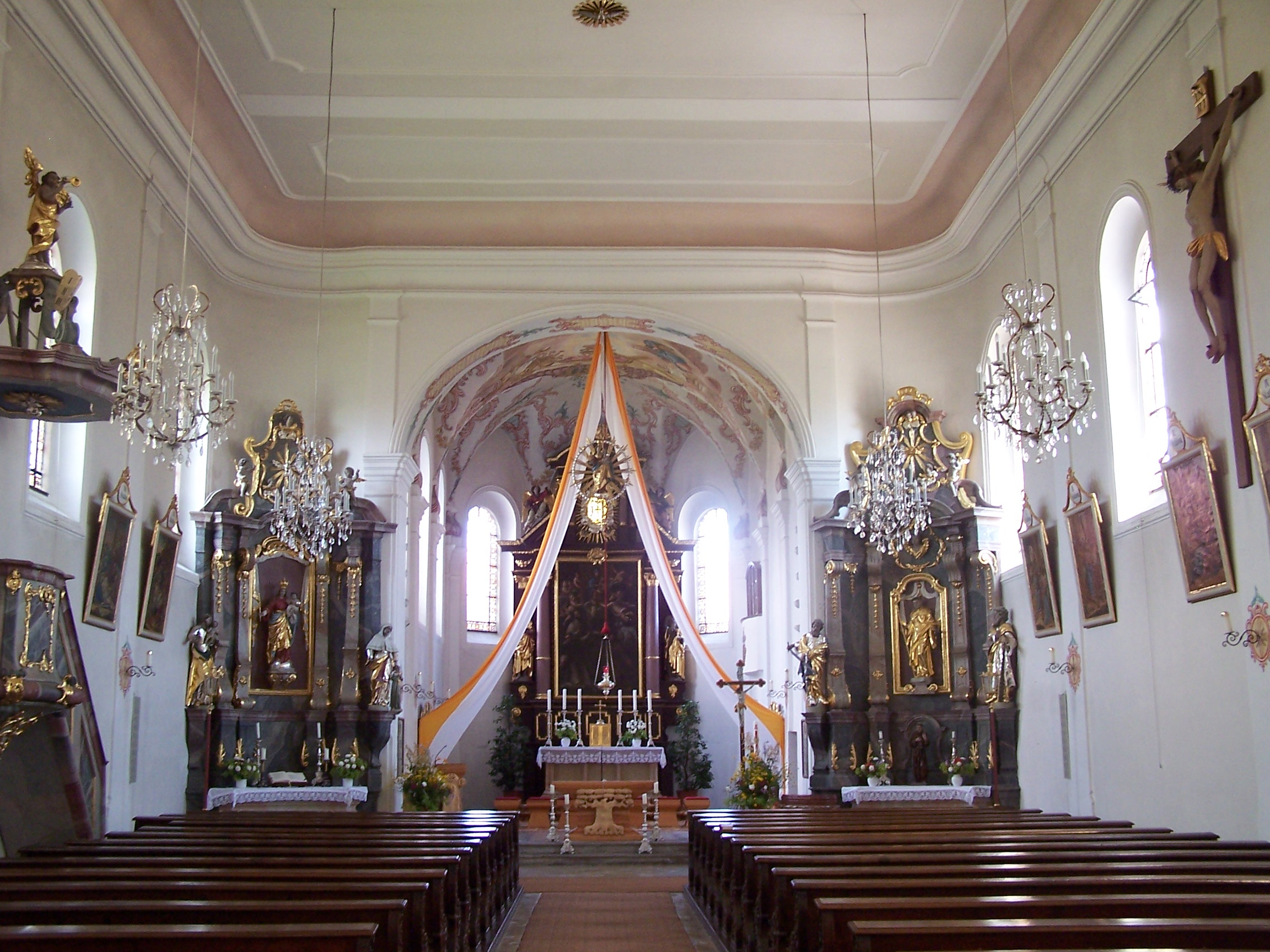
Innenraum

Die römisch-katholische, denkmalgeschützte Pfarrkirche St. Johannes Baptist steht in Riekofen, einer Gemeinde im Landkreis Regensburg in der Oberpfalz. Sie ist dem Bistum Regensburg zugeordnet. Das Bauwerk ist unter der Denkmalnummer D-3-75-191-5 als Baudenkmal in die Bayerische Denkmalliste eingetragen.

## Beschreibung
Die Saalkirche wurde im Kern im 14. Jahrhundert erbaut. Sie besteht aus dem im 18. Jahrhundert errichteten Langhaus, dem eingezogenen Chor mit Fünfachtelschluss im Osten und einem Chorflankenturm an dessen Südwand. An der Südostecke von Chor und Chorflankenturm wurde 1869 eine neugotische Kapelle angebaut, die inzwischen als Sakristei dient. Das oberste Geschoss des Chorflankenturms mit Pilastern an den abgerundeten Ecken beherbergt die Turmuhr und den Glockenstuhl. Darauf sitzt eine Zwiebelhaube, die mit einer Laterne bekrönt ist. 
Der Innenraum des Langhauses ist mit einer Decke mit Hohlkehle überspannt, der des Chors mit einem Stichkappengewölbe. Die Deckenmalerei im Langhaus zeigt die Krönung Mariens. Zur Kirchenausstattung gehört ein Hochaltar aus der Mitte des 17. Jahrhunderts, auf dessen Altarretabel zwischen kannelierten Pilastern Maria dargestellt ist. Die Orgel auf der Empore wurde 1857 von Anton Ehrlich gebaut.